# Chitignano
Chitignano är en ort och kommun i provinsen Arezzo i regionen Toscana i Italien. Kommunen hade 893 invånare (2018).